# Housing First Berlin
Housing First Berlin wurde im Oktober 2018 in Berlin als ein innovatives Modellprojekt zur langfristigen Bekämpfung von Obdachlosigkeit gegründet. Seit Ablauf der Modellprojektphase im September 2021 wird es vom Land Berlin als dauerhaftes Werkzeug zur Bekämpfung der Obdachlosigkeit in Berlin weiterfinanziert. 

## Ziel und Konzeption
Das Modellprojekt Housing First Berlin ist eine Projektpartnerschaft der Berliner Stadtmission e.V. und der Neue Chance gGmbH, in der Wohnungslose unbefristet und mit einem eigenen Mietvertrag in Wohnungen untergebracht und darüber hinaus professionell betreut werden.
Das dreijährige Modellprojekt zur Überwindung von Wohnungslosigkeit für Menschen mit langjährigen komplexen Problemlagen, bei denen bestehende Hilfeangebote bisher keinen Erfolg hatten, setzt sich unter anderem zum Ziel:
- Vermittlung von Wohnungen für Betroffene
- Mobilisierung von (Selbsthilfe-)kräften (Empowerment)
- Schaffung von 40 Wohnplätzen mit eigenem Mietvertrag
- Zusammenarbeit mit weiteren Akteuren.

## Umsetzung und Entwicklung
Von der Berliner Senatsverwaltung für Integration, Arbeit und Soziales wurde Housing First Berlin als Modellprojekt mit 143.000 Euro im Jahr 2018 und 580.000 Euro im Jahr 2019 unterstützt. Das Ziel war, in drei Jahren mindestens 40 Obdachlose zu einem eigenen Mietvertrag zu verhelfen. 35 Obdachlose davon wohnten nach einem Jahr in den eigenen vier Wänden. Ende 2021 sollten es gemeinsam mit einem Schwesterprojekt 80 sein. Diese Zahl wurde sogar übertroffen.
Bis Januar 2022 war von den 40 untergebrachten ehemaligen Obdachlosen nur einem gekündigt worden. Der Abschlussbericht stellte fest: „Die sehr erfolgreiche Modellphase von Housing First Berlin hat gezeigt, dass dieser Ansatz nicht nur funktioniert, sondern eine Lücke im bereits sehr differenzierten Angebot der Berliner Wohnungsnotfallhilfe schließt“.
Housing First Berlin arbeitet mit allen großen städtischen Wohnungsbaugesellschaften Berlins zusammen, mit drei Gesellschaften existieren schriftliche Kooperationsvereinbarungen. Auch zwei große börsennotierte Wohnungsbauunternehmen, zwei Genossenschaften sowie mehrere private Vermieter versorgen die von Housing First Berlin betreuten obdachlosen Menschen mit Wohnraum. Housing First Berlin darf im Gegensatz zu Housing First Finnland nicht selbst bauen.

## Hintergrund
Der Leitgedanke beruht auf der Annahme, dass Wohnen Menschenrecht ist. Das Recht auf Wohnen ist in der Allgemeinen Erklärung der Menschenrechte festgeschrieben und auch in Deutschland sind Zuschüsse für angemessenes Wohnen einklagbar. Der Anspruch hat es jedoch nicht ins Deutsche Grundgesetz geschafft und ist zuletzt 2017 gescheitert. Die Polizei bzw. die Gemeinden müssen also unfreiwillig obdachlosen Personen, die sich nicht selbst eine Unterkunft verschaffen können, auf Antrag ein vorläufiges und befristetes Unterkommen einfacher Art zur Verfügung stellen.
Die Idee zu Housing First stammt ursprünglich aus den USA, Anfang der 1990er Jahre entwickelte Sam Tsemberis diese Methode, um Wohnungslosen zu helfen. Sie wurde in Finnland übernommen und von der finnischen Y-Stiftung umgesetzt. Die finnische Y-Stiftung finanziert sich aus Spenden und Ausschüttungen des staatlichen Glücksspielmonopols, besitzt 2020 rund 17.500 Wohnungen und wurde damit zum viertgrößten Vermieter des Landes. Seit 2008 wurden in Finnland rund 4600 Wohnungen an Menschen ohne Bleibe vermittelt (Stand 2019). In Helsinki gibt es kaum noch Obdachlosigkeit.